# Papinski godišnjak
Papinski godišnjak ili Papinski ljetopis (tal. L' Annuario Pontificio), službeno je godišnje izvješće Državnoga tajništva Svete Stolice o Katoličkoj Crkvi, ujedno i zbirka podataka o radu i životu Crkve. Donosi popis papa i svih službenika dikasterija Rimske kurije, kardinala, biskupa, članova Rimske kurije, monsinjora, diplomata, veleposlanika i djelatnika te statistike biskupija, crkvenih redova, papinskih sveučilišta i dr. Sastavljaju ga djelatnici Statističkog ureda Katoličke Crkve, a izdaje Vatikanska tiskara (Libreria Editrice Vaticana). Izlazi na talijanskome jeziku.